# Diva Jazz Orchestra
Le Diva Jazz Orchestra (parfois orthographié DIVA) est un big band américain de quinze membres dirigé par la percussionniste Sherrie Maricle (en) depuis 1993.

## Histoire
Le groupe donne son premier concert à New York en mars 1993. Le spectacle a été un tel succès que l’orchestre a même été invité au Carnegie Hall l’année suivante. Pendant un temps, la formation comprenait des solistes reconnues telles que Anat Cohen, Anke Helfrich (de), Christine Jensen, Ingrid Jensen , Virginia Mayhew (en), Carol Sudhalter (en), Sue Terry (en), Karolina Strassmayer (de) et Liesl Whitaker (de).
Le groupe, réputé pour sa sonorité de big band classique, a été présenté à plusieurs reprises à la télévision internationale et a joué dans des festivals de jazz internationaux en Amérique du Nord et en Europe. Le band accompagne Nancy Wilson, Joe Williams, Diane Schuur, Carmen Bradford (en), Marlena Shaw, Dee Dee Bridgewater, Rosemary Clooney, Cleo Laine, Nnenna Freelon, Clark Terry, Billy Taylor, Terry Gibbs, John Pizzarelli, Randy Brecker et Dave Brubeck. En 2006, le DIVA Jazz Orchestra a été classé parmi les meilleurs big bands à la fois par la critique et par les lecteurs du Down Beat[réf. souhaitée].

## Liens Web
- Site officiel
- (en) « Diva Jazz Orchestra » (fiche artiste), sur AllMusic

- VIAF
- LCCN
- GND
- WorldCat